# Ilaria Salvatori
Ilaria Salvatori (Frascati, 5 de fevereiro de 1979) é um esgrimista italiana que sagrou-se campeã olímpica nos Jogos de Londres de 2012. Ela venceu a competição de florete por equipes com suas compatriotas Arianna Errigo, Elisa Di Francisca e Valentina Vezzali.